# Copa das Confederações da CAF de 2012 - Fase de Grupos
Esta página apresenta os sumários das partidas da fase de grupos da Copa das Confederações da CAF de 2012.
Farão parte da fase de grupos os oito times da fase de play-off. Serão dividos em dois grupos de quatro times em que todos enfrentam todos. Os dois melhores de cada grupos avanaçam para as Semifinais

## Critérios de desempate
A ordem do critério de desempate utilizados quando duas ou mais equipes têm o mesmo número de pontos é:
1. Número de pontos obtidos nos jogos entre as equipas em questão;
2. Diferença de gols nos jogos entre as equipas em questão;
3. Gols marcados nos jogos entre as equipas em questão;
4. Gols marcados fora de casa entre as equipas em questão;
5. Saldo de gols em todos os jogos;
6. Gols marcados em todos os jogos;
7. Sorteio.

## Grupos

### Grupo A
| Equipe         | P  | J | V | E | D | GP | GC | SG |
| -------------- | -- | - | - | - | - | -- | -- | -- |
| Al-Merreikh    | 14 | 6 | 4 | 2 | 0 | 8  | 3  | +5 |
| Al-Hilal       | 11 | 6 | 3 | 2 | 1 | 11 | 6  | +5 |
| Inter Luanda   | 5  | 6 | 1 | 2 | 3 | 3  | 7  | –4 |
| Al-Ahli Shendi | 3  | 6 | 1 | 0 | 5 | 3  | 9  | –6 |

| 4 de agosto | Al-Merreikh  | 1 – 0     | Inter Luanda | Estádio Al-Merreikh, Ondurmã   |
| 22:00 UTC+3 | El-Basha 86' | Relatório |              | Árbitro: ALG Mehdi Abid-Charef |

| 5 de agosto | Al-Ahli Shendi | 1 – 2     | Al-Hilal                | Shendi Stadium, Shendi               |
| 22:00 UTC+3 | Basheer 55'    | Relatório | El Tahir 45' · Sané 68' | Árbitro: MAU Rajindraparsad Seechurn |

| 18 de agosto | Al-Hilal    | 1 – 1     | Al-Merreikh  | Estádio Al-Hilal, Ondurmã        |
| 22:00 UTC+3  | Sadomba 46' | Relatório | Osunwa 45+1' | Árbitro: MAD Hamada Nampiandraza |

| 19 de agosto | Inter Luanda | 0 – 1     | Al-Ahli Shendi | Estádio Joaquim Dinis, Luanda  |
| 17:00 UTC+1  |              | Relatório | Yakubu 84'     | Árbitro: NAM Rainhold Shikongo |

| 31 de agosto | Al-Merreikh               | 2 – 0     | Al-Ahli Shendi | Estádio Al-Merreikh, Ondurmã |
| 19:00 UTC+3  | Osunwa 70' · El-Basha 82' | Relatório |                | Árbitro: EGY Ghead Grisha    |

| 1 de setembro | Inter Luanda | 1 – 1     | Al-Hilal    | Estádio Joaquim Dinis, Luanda      |
| 17:00 UTC+1   | Kialunda 35' | Relatório | Sadomba 71' | Árbitro: MWI Anthony Ramsy Raphael |

| 14 de setembro | Al-Hilal                            | 3 – 0     | Inter Luanda | Estádio Al-Hilal, Ondurmã   |
| 20:30 UTC+3    | Sané 13' · El Tahir 32' · Tahir 42' | Relatório |              | Árbitro: RWA Hudu Munyemana |

| 16 de setembro | Al-Ahli Shendi | 0 – 1     | Al-Merreikh   | Shendi Stadium, Shendi      |
| 21:00 UTC+3    |                | Relatório | Eder Lima 75' | Árbitro: MAR Rédouane Jiyed |

| 5 de outubro | Al-Hilal         | 2 – 0     | Al-Ahli Shendi | Estádio Al-Hilal, Ondurmã    |
| 19:00 UTC+3  | Sadomba 42', 70' | Relatório |                | Árbitro: KEN Sylvester Kirwa |

| 6 de outubro | Inter Luanda | 0 – 0     | Al-Merreikh | Estádio Joaquim Dinis, Luanda |
| 15:30 UTC+3  |              | Relatório |             | Árbitro: ZIM Ruzive Ruzive    |

| 20 de outubro | Al-Ahli Shendi   | 1 – 2     | Inter Luanda                     | Shendi Stadium, Shendi             |
| 19:00 UTC+3   | Subahi 8' (pen.) | Relatório | Joél Mpongo 5' (pen.) · Moco 64' | Público: ETH Bamlak Tessema Weyesa |

| 20 de outubro | Al-Merreikh                            | 3 – 2     | Al-Hilal            | Estádio Al-Merreikh, Ondurmã |
| 19:00 UTC+3   | Abdalla 14' · Sakuwaha 15' (pen.), 83' | Relatório | El Tahir 40', 90+2' | Árbitro: ZAM Janny Sikazwe   |

### Grupo B
| Equipe           | P  | J | V | E | D | GP | GC | SG |
| ---------------- | -- | - | - | - | - | -- | -- | -- |
| Djoliba          | 13 | 6 | 4 | 1 | 1 | 9  | 7  | +2 |
| AC Léopard       | 9  | 6 | 2 | 3 | 1 | 8  | 6  | +2 |
| Wydad Casablanca | 6  | 6 | 1 | 3 | 2 | 10 | 10 | 0  |
| Stade Malien     | 3  | 6 | 0 | 2 | 4 | 6  | 10 | –4 |

| 4 de agosto | AC Léopard   | 1 – 1     | Wydad Casablanca | Stade Denis Sassou Nguesso, Dolisie |
| 15:30 UTC+1 | Moukassa 10' | Relatório | El Gharib 60'    | Árbitro: ZAM Janny Sikazwe          |

| 5 de agosto | Stade Malien | 0 – 2     | Djoliba                  | Stade 26 mars, Bamako           |
| 16:00 UTC+0 |              | Relatório | Coulibaly 4' · Cissé 70' | Árbitro: GUI Aboubacar Bangoura |

| 18 de agosto | Djoliba      | 1 – 1     | AC Léopard | Stade Modibo Kéïta, Bamako  |
| 16:30 UTC+0  | Bagayoko 65' | Relatório | Ndey 4'    | Árbitro: GHA William Agbovi |

| 18 de agosto | Wydad Casablanca | 1 – 1     | Stade Malien  |  |
| 22:00 UTC+0  | Lakhal 43'       | Relatório | Coulibaly 87' |  |

| 1 de setembro | Stade Malien | 1 – 1     | AC Léopard | Stade Modibo Kéïta, Bamako |
| 16:30 UTC+0   | Cissé 35'    | Relatório | Lakolo 41' | Árbitro: UGA Ali Kalyango  |

| 2 de setembro | Djoliba                            | 2 – 1     | Wydad Casablanca | Stade Modibo Kéïta, Bamako |
| 16:00 UTC+0   | Bagayoko 76' · Sidibé 90+4' (pen.) | Relatório |                  | Árbitro: SEN Ousmane Fall  |

| 15 de setembro | Wydad Casablanca | 1 – 2     | Djoliba                       | Stade Mohamed V, Casablanca |
| 20:30 UTC+1    | El Mnassfi 25'   | Relatório | Bagayoko 11' · Bangoura 90+2' | Árbitro: MRT Ali Lemghaifry |

| 16 de setembro | AC Léopard | 1 – 0     | Stade Malien | Stade Denis Sassou Nguesso, Dolisie |
| 15:30 UTC+1    | Gandze 25' | Relatório |              | Árbitro: SEY Bernard Camille        |

| 6 de outubro | Wydad Casablanca                             | 3 – 1     | AC Léopard | Stade Mohamed V, Casablanca    |
| 19:30 UTC+0  | Koné 21' · El Hillali 53' · El Mnassfi 90+1' | Relatório | Ndey 73'   | Árbitro: ALG Mehdi Abdi Charef |

| 7 de outubro | Djoliba                                 | 2 – 1     | Stade Malien | Stade Modibo Kéïta, Bamako |
| 15:30 UTC+0  | Traoré 45' (pen.) · Bangoura 72' (pen.) | Relatório | Diarra 66'   | Árbitro: TUN Said Kordi    |

| 21 de outubro | AC Léopard                          | 3 – 0     | Djoliba | Stade Denis Sassou Nguesso, Dolisie |
| 17:00 UTC+1   | Kombo 8' · Lakolo 66' · Kivouri 78' | Relatório |         | Árbitro: BOT Joshua Bondo           |

| 21 de outubro | Stade Malien                                       | 3 – 3     | Wydad Casablanca                              | Stade Modibo Kéïta, Bamako |
| 16:00 UTC+0   | Bo. Coulibaly 7' · Ba. Coulibaly 30' · Diawara 90' | Relatório | Lahlali 18' · Mouithys 65' · Benkajjane 90+3' | Árbitro: CIV Denis Dembélé |